# Dauerkultur
Dauerkulturen sind gemäß dem EU-Beihilferecht (Artikel 2 Buchstabe c Verordnung (EG) Nr. 795/2004)
- nicht in die Fruchtfolge einbezogene Kulturen
- die für die Dauer von mindestens 5 Jahren auf den Flächen verbleiben
- und wiederkehrende Erträge liefern
- einschließlich Baumschulen
- ausgenommen die in Artikel 2 Buchstabe d der Verordnung (EG) Nr. 795/2004 aufgeführten mehrjährigen Kulturen und Baumschulen solcher mehrjährigen Kulturen.

Das Gegenteil einer Dauerkultur nennt sich Wechselkultur.
Als Dauerkulturen gelten beispielsweise 
- Obst- und Gemüsearten, die auf Bäumen und Sträuchern wachsen und keine mehrjährige Kultur sind: Äpfel, Birnen, Quitten, Aprikosen, Kirschen, Pfirsiche, Nektarinen, Pflaumen, Zwetschgen, Schlehen, Weintrauben, Mandeln, Haselnüsse, Walnüsse, Esskastanien, Feigen, Kiwi, Aronia (schwarze Apfelbeere), Kapern
- Hopfen
- Weihnachtsbaumkulturen außerhalb des Waldes

Nach dem CIA World Factbook besaß Deutschland im Jahre 2001 0,59 % Dauerkultur.